# 阿拉斯加冰杜父魚
阿拉斯加冰杜父魚，為輻鰭魚綱鮋形目杜父魚亞目杜父魚科的一個種。分布於東北太平洋區，包括白令海及阿拉斯加州海域，屬底棲魚類，棲息深度約水深70-247公尺，體長可達16公分。